# Champions Cup (Unihockey)

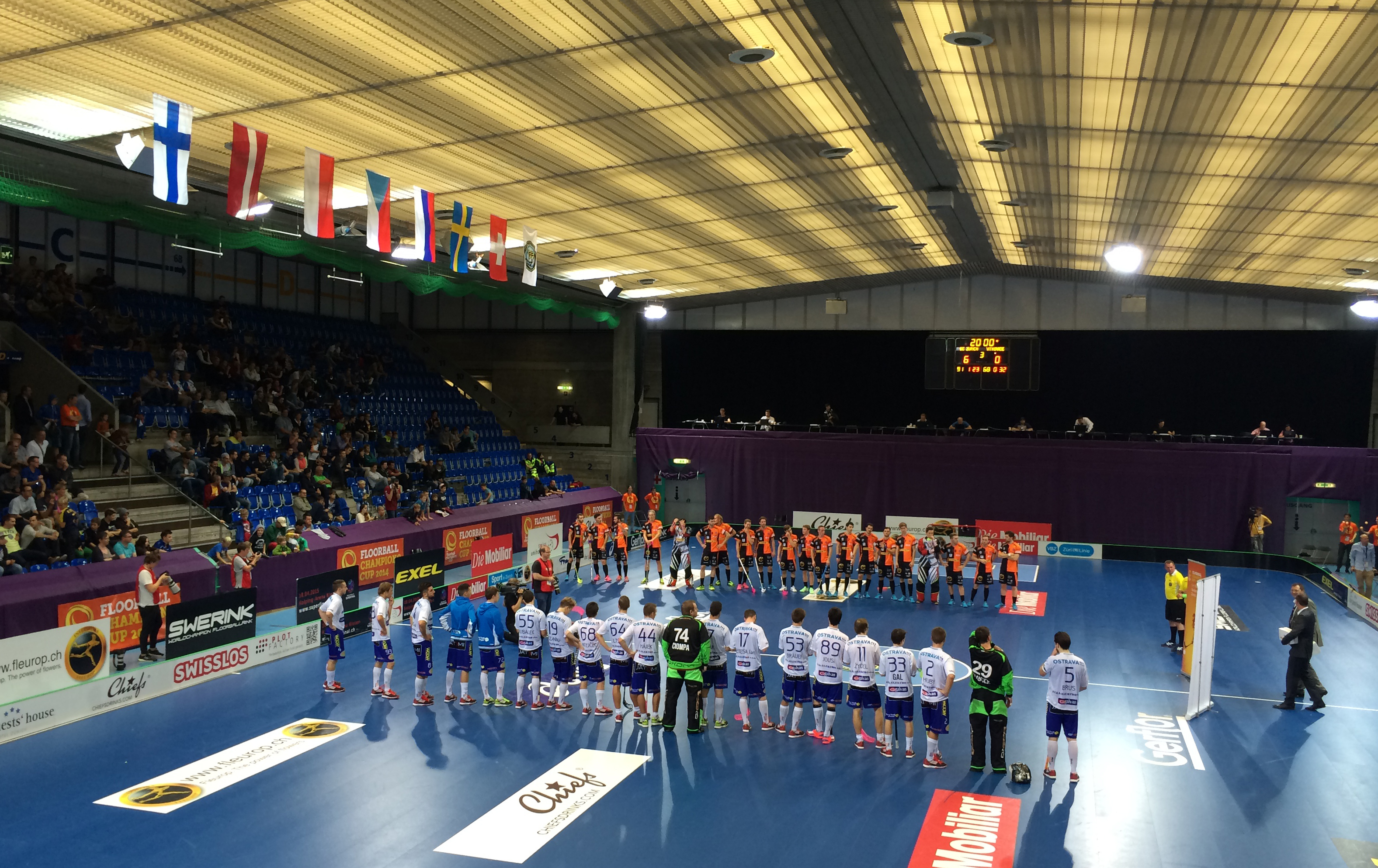
Zeremonie am Ende eines Spiels am Champions Cup 2014 in Zürich

Der Champions Cup, bis 2011 EuroFloorball Cup, ist der Europapokal im Unihockey (Floorball). Er wird jedes Jahr von der International Floorball Federation ausgetragen zwischen den besten Teams aus verschiedenen europäischen Ländern bei den Männern und Frauen. Das Turnier, das bis 2007 offiziell Europapokal (auf Englisch European Cup) hieß, wurde erstmals 1993 ausgetragen.
Aktuelle Titelträger sind Tatran Střešovice (Tschechien) bei den Männern und Team Thorengruppen SK (Schweden) bei den Frauen.

## Geschichte
Der Wettbewerb fand 1993 erstmals statt. Erster Sieger bei den Männern wurde in Stockholm Balrog IK aus Schweden, bei den Frauen in Helsinki der ebenfalls aus Schweden stammende Verein VK Rasket. Bis einschließlich 1999 wurde das Turnier mitsamt der Qualifikation innerhalb eines Jahres ausgetragen. 1999 fand so die Qualifikation im November statt, Ende Dezember die Finalrunden. Zwischen 2000 und 2008 fand der Cup achtmal Kalenderjahr-übergreifend statt. Seit 2008 wird wieder innerhalb eines Jahres gespielt. Die schwedischen Mannschaften AIK Innebandy (bei den Männern) und IKSU Innebandy (bei den Frauen) sind Rekordtitelträger des EuroFloorball Cups. Bislang kamen alle Siegermannschaften aus Schweden, Finnland oder der Schweiz.
Ab dem Jahr 2011 wurde das Format des Wettbewerbes geändert. Es wurde der Champions Cup gegründet – der EuroFloorball Cup ist seither die Meisterschaft der weniger gut klassierten nationalen Meister. Während am Champions Cup jeweils sechs Mannschaften aus den fünf besten Ligen Europas teilnahmen (das veranstaltende Land stellt jeweils zwei Mannschaften), traten im EuroFloorball Cup sechs Mannschaften aus den fünf weniger guten Ligen an.
2015 wurde dann noch die EuroFloorball Challenge eingeführt, die die Qualifikation zum EuroFloorball Cup ersetzt.
Seit 2019 wird in einem anderen Format gespielt: Teilnehmer kommen seitdem nur noch aus den vier Topnationen: Schweden, Finnland, Schweiz und Tschechien.

## Teilnehmer
- Champions Cup:
  - bis 2017: Die Meister aus den vier besten Nationen der Weltrangliste, ein zweites Team aus dem Gastgeberland und der letztjährige Sieger des EuroFloorball Cups.[3]
  - 2019–2023: Die Meister aus den vier Ländern Finnland, Schweden, Schweiz und Tschechien.[2]
  - ab 2024: Die Meister und Pokalsieger aus Finnland, Schweden, Schweiz und Tschechien. Ist der Meister auch Pokalsieger, rückt der Vizemeister nach.
- EuroFloorball Cup: die Meister der besten fünf bis neun Nationen der Weltrangliste, der Gastgeber 1 und der letztjährige Sieger der EuroFloorball Challenge.
- EuroFloorball Challenge: die Meister der folgenden Nationen der Weltrangliste und der Gastgeber 1.

## Titelträger

### Männer

#### Champions Cup

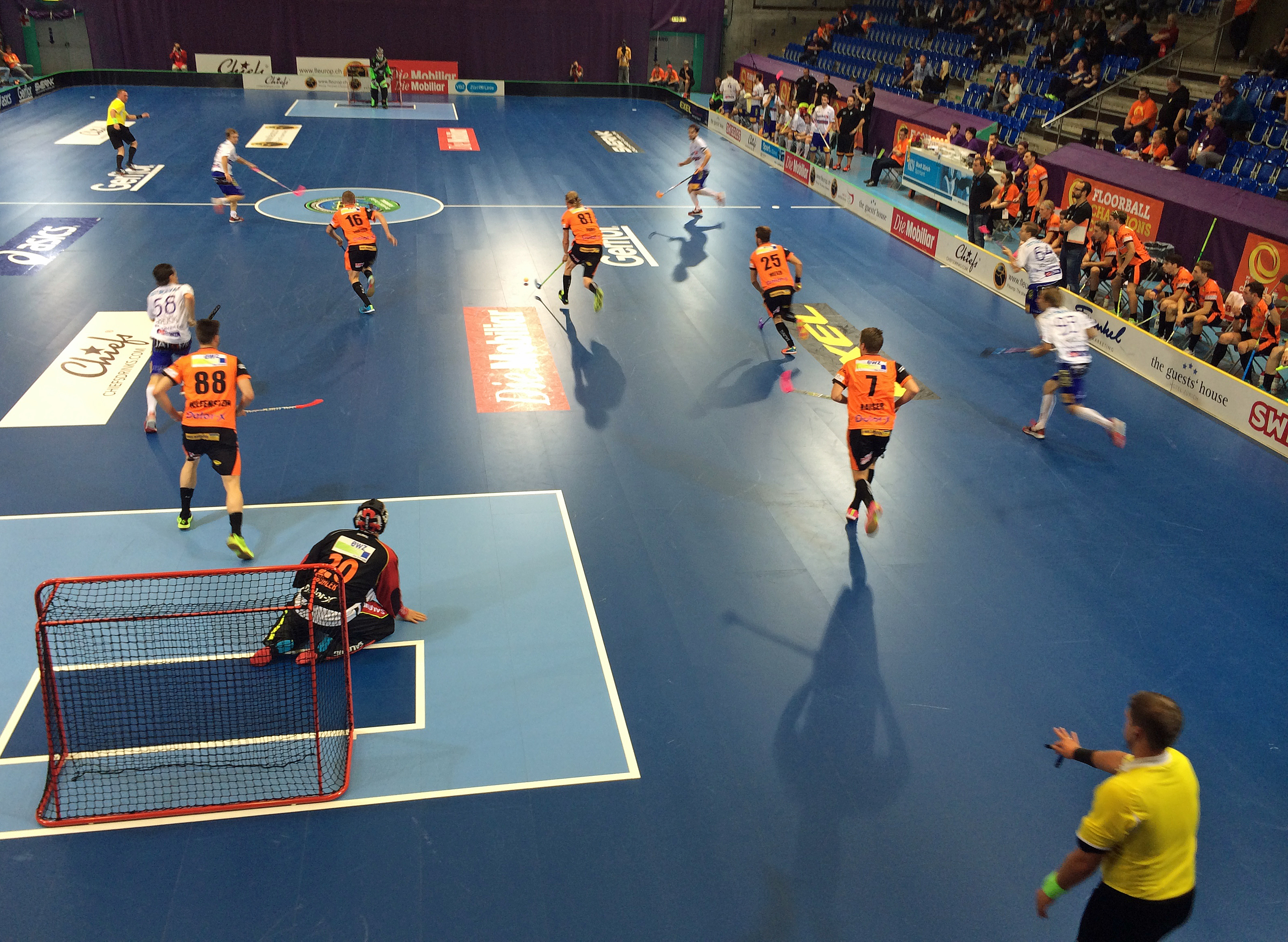
Vorrundenspiel 2014 in Zürich

| Saison  | Meister              | Vizemeister          | Ergebnis | Austragungsort         |
| ------- | -------------------- | -------------------- | -------- | ---------------------- |
| 1993    | Balrog IK            | SSV Helsinki         | 9:2      | Stockholm              |
| 1994    | Balrog IK            | Fornudden IB         | 6:3      | Chur                   |
| 1995    | Kista IBK            | Balrog IK            | 5:2      | Karlstad               |
| 1996    | Balrog IK            | Kista IBK            | 5:2      | Stockholm              |
| 1997    | Fornudden IB         | Balrog IK            | 5:0      | Stockholm              |
| 1998    | Warberg IC           | SSV Helsinki         | 5:4 OT   | Helsinki               |
| 1999    | Warberg IC           | Haninge IBK          | 7:5      | Bern, Sarnen & Zuchwil |
| 2000/01 | Helsingfors IFK      | Haninge IBK          | 2:0      | Göteborg               |
| 2001/02 | Haninge IBK          | SSV Helsinki         | 7:3      | Botkyrka               |
| 2002/03 | Haninge IBK          | Pixbo Wallenstam IBK | 3:2 PS   | Prag                   |
| 2003/04 | Pixbo Wallenstam IBK | Espoon Oilers        | 10:7     | Weißenfels             |
| 2004/05 | SV Wiler-Ersigen     | Pixbo Wallenstam IBK | 9:1      | Zürich                 |
| 2005/06 | Warberg IC           | SSV Helsinki         | 7:6 PS   | Ostrava                |
| 2006/07 | AIK Innebandy        | Warberg IC           | 6:5      | Varberg                |
| 2007/08 | AIK Innebandy        | Warberg IC           | 2:1 OT   | Vantaa                 |
| 2008    | AIK Innebandy        | SV Wiler-Ersigen     | 5:2      | Winterthur             |
| 2009    | SSV Helsinki         | Tapanilan Erä        | 6:5 OT   | Frederikshavn          |
| 2010    | Storvreta IBK        | 1. SC Vitkovice      | 6:3      | Valmiera und Kocēni    |

| Saison | Meister                                 | Vizemeister                             | Ergebnis                                | Austragungsort    |
| ------ | --------------------------------------- | --------------------------------------- | --------------------------------------- | ----------------- |
| 2011   | SSV Helsinki                            | Tatran Střešovice                       | 4:3                                     | Mladá Boleslav    |
| 2012   | Storvreta IBK                           | IBK Dalen                               | 6:3                                     | Umeå              |
| 2013   | IBF Falun                               | SSV Helsinki                            | 7:5                                     | Tampere           |
| 2014   | IBF Falun                               | Happee Jyväskylä                        | 12:0                                    | Zürich            |
| 2015   | IBF Falun                               | SV Wiler-Ersigen                        | 3:2                                     | Mladá Boleslav    |
| 2016   | Storvreta IBK                           | SC Classic                              | 2:1                                     | Borås             |
| 2017   | IBF Falun                               | SC Classic                              | 7:4                                     | Seinäjoki         |
| 2018   | nicht ausgetragen                       | nicht ausgetragen                       | nicht ausgetragen                       | nicht ausgetragen |
| 2019   | SC Classic                              | Storvreta IBK                           | 10:3                                    | Gävle             |
| 2020   | Storvreta IBK                           | SV Wiler-Ersigen                        | 10:4                                    | Ostrava           |
| 2021   | Aufgrund der COVID-19-Pandemie abgesagt | Aufgrund der COVID-19-Pandemie abgesagt | Aufgrund der COVID-19-Pandemie abgesagt | Winterthur        |
| 2022   | Aufgrund der COVID-19-Pandemie abgesagt | Aufgrund der COVID-19-Pandemie abgesagt | Aufgrund der COVID-19-Pandemie abgesagt | Winterthur        |
| 2023   | IBF Falun                               | SC Classic                              | 2:1                                     | Lempäälä          |
| 2024   | Tatran Střešovice                       | IBF Falun                               | 6:4                                     | Prag              |
| 2025   | Pixbo Wallenstam IBK                    | Florbal Mladá Boleslav                  | 9:6                                     | Mladá Boleslav    |
| 2026   |                                         |                                         |                                         |                   |

#### EuroFloorball Cup
| Saison | Meister                                 | Vizemeister                             | Ergebnis                                | Austragungsort                          |
| ------ | --------------------------------------- | --------------------------------------- | --------------------------------------- | --------------------------------------- |
| 2011   | RTU/Inspecta                            | SK Augur                                | 4:3                                     | Rakoniewice                             |
| 2012   | SK Lielvarde                            | Slevik IBK                              | 9:6                                     | Košice                                  |
| 2013   | Lekrings                                | Jögeva SK Tähe                          | 5:4                                     | Trenčín                                 |
| 2014   | Slevik IBK                              | Tunet IBK                               | 8:6                                     | Fredrikstad                             |
| 2015   | Greåker IBK                             | Lekrings                                | 6:4                                     | Cēsis                                   |
| 2016   | UHC Weißenfels                          | FK Lielvārde                            | 8:6                                     | Weißenfels                              |
| 2017   | Slevik IBK                              | Eesti Maaulikooli SK                    | 10:5                                    | Valmiera                                |
| 2018   | nicht ausgetragen                       | nicht ausgetragen                       | nicht ausgetragen                       | nicht ausgetragen                       |
| 2019   | Tsunami Báhorská Zystrica               | Greåker IBK                             | 3:2 PS                                  | Malacky                                 |
| 2020   | Aufgrund der COVID-19-Pandemie abgesagt | Aufgrund der COVID-19-Pandemie abgesagt | Aufgrund der COVID-19-Pandemie abgesagt | Aufgrund der COVID-19-Pandemie abgesagt |
| 2021   | nicht ausgetragen                       | nicht ausgetragen                       | nicht ausgetragen                       | nicht ausgetragen                       |
| 2022   | nicht ausgetragen                       | nicht ausgetragen                       | nicht ausgetragen                       | nicht ausgetragen                       |
| 2023   | nicht ausgetragen                       | nicht ausgetragen                       | nicht ausgetragen                       | nicht ausgetragen                       |
| 2024   | nicht ausgetragen                       | nicht ausgetragen                       | nicht ausgetragen                       | nicht ausgetragen                       |
| 2025   |                                         |                                         |                                         | Prag                                    |

#### EuroFloorball Challenge
| Saison | Meister                                 | Vizemeister                             | Ergebnis                                | Austragungsort    |
| ------ | --------------------------------------- | --------------------------------------- | --------------------------------------- | ----------------- |
| 2015   | nicht stattgefunden 1                   | nicht stattgefunden 1                   | nicht stattgefunden 1                   | Grimma            |
| 2016   | Phoenix Fireball                        | Dunai Krokodilok SE                     | 7:4                                     | Budapest          |
| 2017   | Tsunami Záhorská Bystrica               | FBC Skala Melitopol                     | 9:4                                     | Trenčín           |
| 2018   | Phoenix Fireball                        | CDE El Valle                            | 10:5                                    | Madrid            |
| 2019   | CUF Leganes                             | FBC Lemberg                             | - 2                                     | Besançon          |
| 2020   | Aufgrund der COVID-19-Pandemie abgesagt | Aufgrund der COVID-19-Pandemie abgesagt | Aufgrund der COVID-19-Pandemie abgesagt | Lwiw              |
| 2021   | nicht ausgetragen                       | nicht ausgetragen                       | nicht ausgetragen                       | nicht ausgetragen |
| 2022   | nicht ausgetragen                       | nicht ausgetragen                       | nicht ausgetragen                       | nicht ausgetragen |
| 2023   | UKS Bankówka Zielonka                   | UFC Utrecht                             | 5:2                                     | Besançon          |

### Frauen

#### Champions Cup
| Saison  | Meister             | Vizemeister         | Ergebnis | Austragungsort      |
| ------- | ------------------- | ------------------- | -------- | ------------------- |
| 1993    | VK Rasket           | Red Ants Rychenberg | 8:3      | Helsinki            |
| 1994    | Sjöstad IF          | VK Rasket           | 3:2      | Chur                |
| 1995    | Sjöstad IF          | IBK Lochrud         | 5:1      | Karlstad            |
| 1996    | Högdalens AIS       | Sjöstad IF          | 5:0      | Stockholm           |
| 1997    | Högdalens AIS       | Red Ants Rychenberg | 4:2      | Stockholm           |
| 1998    | Högdalens AIS       | Vantaa FT           | 1:0      | Helsinki            |
| 1999    | Tapanilan Erä       | Red Ants Rychenberg | 5:1      | Bern & Winterthur   |
| 2000/01 | Balrog IK           | Red Ants Rychenberg | 5:4 PS   | Göteborg            |
| 2001/02 | Balrog IK           | Red Ants Rychenberg | 8:4      | Botkyrka            |
| 2002/03 | Balrog IK           | Red Ants Rychenberg | 3:2      | Prag                |
| 2003/04 | SC Classic          | Södertälje IBK      | 6:3      | Weißenfels          |
| 2004/05 | Red Ants Rychenberg | Tikkurilan Tiikerit | 3:2      | Zürich              |
| 2005/06 | IKSU Innebandy      | Tikkurilan Tiikerit | 7:4      | Ostrava             |
| 2006/07 | UHC Dietlikon       | IKSU Innebandy      | 4:3      | Varberg             |
| 2007/08 | UHC Dietlikon       | IKSU Innebandy      | 3:2 PS   | Vantaa              |
| 2008    | IKSU Innebandy      | Balrog IK           | 3:2 OT   | Winterthur          |
| 2009    | IKSU Innebandy      | UHC Dietlikon       | 9:5      | Frederikshavn       |
| 2010    | IKSU Innebandy      | Piranha Chur        | 5:4      | Valmiera und Kocēni |

| Saison | Meister                                 | Vizemeister                             | Ergebnis                                | Austragungsort    |
| ------ | --------------------------------------- | --------------------------------------- | --------------------------------------- | ----------------- |
| 2011   | Djurgårdens IF IBF                      | SC Classic                              | 4:3                                     | Mladá Boleslav    |
| 2012   | IKSU                                    | SC Classic                              | 6:3                                     | Umeå              |
| 2013   | Rönnby IBK                              | SB-Pro                                  | 4:3                                     | Tampere           |
| 2014   | Djurgårdens IF IBF                      | 1. SC Vitkovice                         | 10:2                                    | Zürich            |
| 2015   | KAIS Mora IF                            | SC Classic                              | 13:6                                    | Mladá Boleslav    |
| 2016   | Pixbo Wallenstam IBK                    | SC Classic                              | 6:2                                     | Borås             |
| 2017   | IKSU                                    | SC Classic                              | 5:1                                     | Seinäjoki         |
| 2018   | nicht ausgetragen                       | nicht ausgetragen                       | nicht ausgetragen                       | nicht ausgetragen |
| 2019   | IKSU                                    | 1. SC Tempish Vítkovice                 | 8:3                                     | Gävle             |
| 2020   | Täby FC                                 | Kloten-Dietlikon Jets                   | 10:3                                    | Ostrava           |
| 2021   | Aufgrund der COVID-19-Pandemie abgesagt | Aufgrund der COVID-19-Pandemie abgesagt | Aufgrund der COVID-19-Pandemie abgesagt | Winterthur        |
| 2022   | Aufgrund der COVID-19-Pandemie abgesagt | Aufgrund der COVID-19-Pandemie abgesagt | Aufgrund der COVID-19-Pandemie abgesagt | Winterthur        |
| 2023   | Team Thorengruppen SK                   | TPS Salibandy                           | 5:2                                     | Lempäälä          |
| 2024   | Team Thorengruppen SK                   | Pixbo Wallenstam IBK                    | 4:3                                     | Mölnlycke         |
| 2025   | Pixbo Wallenstam IBK                    | Team Thorengruppen SK                   | 3:0                                     | Umeå              |
| 2026   |                                         |                                         |                                         |                   |

#### EuroFloorball Cup
| Saison | Meister                                 | Vizemeister                             | Ergebnis                                | Austragungsort                          |
| ------ | --------------------------------------- | --------------------------------------- | --------------------------------------- | --------------------------------------- |
| 2011   | RSU/Runway                              | Holmlia SK                              | 5:1                                     | Rakoniewice                             |
| 2012   | Sveiva IBK                              | Nauka-Trevelstroy                       | 4:3                                     | Košice                                  |
| 2013   | Nauka-Trevelstroy                       | Tunet IBK                               | 5:3                                     | Trenčín                                 |
| 2014   | Sveiva IBK                              | Tunet IBK                               | 6:3                                     | Fredrikstad                             |
| 2015   | Nauka MP                                | Rubene                                  | 7:3                                     | Cēsis                                   |
| 2016   | Sveiva IBK                              | UHC Weißenfels                          | 5:0                                     | Weißenfels                              |
| 2017   | ŠK 98 Pruské                            | Interplastic Olimpia Osowa Gdańsk       | 2:1                                     | Valmiera                                |
| 2018   | nicht ausgetragen                       | nicht ausgetragen                       | nicht ausgetragen                       | nicht ausgetragen                       |
| 2019   | Nauka-SAFU                              | MKŠS FBK Kysucké Nové Mesto             | 8:2                                     | Malacky                                 |
| 2020   | Aufgrund der COVID-19-Pandemie abgesagt | Aufgrund der COVID-19-Pandemie abgesagt | Aufgrund der COVID-19-Pandemie abgesagt | Aufgrund der COVID-19-Pandemie abgesagt |
| 2021   | nicht ausgetragen                       | nicht ausgetragen                       | nicht ausgetragen                       | nicht ausgetragen                       |
| 2022   | nicht ausgetragen                       | nicht ausgetragen                       | nicht ausgetragen                       | nicht ausgetragen                       |
| 2023   | nicht ausgetragen                       | nicht ausgetragen                       | nicht ausgetragen                       | nicht ausgetragen                       |
| 2024   | nicht ausgetragen                       | nicht ausgetragen                       | nicht ausgetragen                       | nicht ausgetragen                       |
| 2025   |                                         |                                         |                                         | Prag                                    |

#### EuroFloorball Challenge
| Saison | Meister                                 | Vizemeister                             | Ergebnis                                | Austragungsort |
| ------ | --------------------------------------- | --------------------------------------- | --------------------------------------- | -------------- |
| 2015   | nicht stattgefunden 1                   | nicht stattgefunden 1                   | nicht stattgefunden 1                   | Grimma         |
| 2016   | CDE El Valle                            | Neumann Pillangok                       | 2:1                                     | Budapest       |
| 2017   | nicht stattgefunden 1                   | nicht stattgefunden 1                   | nicht stattgefunden 1                   | Trenčín        |
| 2018   | CDE El Valle                            | CUF Leganes                             | 5:3                                     | Madrid         |
| 2019   | SZPK Komarom                            | UFC Utrecht                             | 4:2                                     | Besançon       |
| 2020   | Aufgrund der COVID-19-Pandemie abgesagt | Aufgrund der COVID-19-Pandemie abgesagt | Aufgrund der COVID-19-Pandemie abgesagt | Lwiw           |